# 大森健次郎
大森 健次郎（おおもり けんじろう、1938年11月3日 - 2006年12月3日）は、日本の映画監督である。中国・青島出身。

## 来歴・人物
日比谷高校を経て、1957年に東京大学経済学部卒業。同年、東宝の助監督として入社。同期には出目昌伸がいた。黒澤明、千葉泰樹、鈴木英夫らに師事。1970年『どですかでん』でチーフ助監督を務める。
1973年『二十歳の原点』で監督デビュー。1983年に退社し、フリーとなる。
2006年12月3日、肺炎のため、東京都渋谷区の病院で死去。満68歳没。

## 代表作

### 演出助手作品
- 1959年 - 『まり子自叙伝 花咲く星座』
- 1960年 - 『恐妻党総裁に栄光あれ』、『男対男』
- 1961年 - 『別れて生きるときも』、『サラリーマン弥次喜多道中』、『続サラリーマン弥次喜多道中』
- 1962年 - 『早乙女家の娘たち』
- 1963年 - 『天国と地獄』、『ハワイの若大将』、『太陽は呼んでいる』
- 1965年 - 『赤ひげ』、『大冒険』
- 1966年 - 『怒涛一万浬』、『狸の休日』
- 1967年 - 『クレージーだよ 天下無敵』、『坊っちゃん社員 青春は俺のものだ!』、『坊っちゃん社員 青春でつッ走れ!』、『でっかい太陽』、『燃えろ!太陽』
- 1968年 - 『首』、『リオの若大将』、『街に泉があった』、『燃えろ!青春』
- 1969年 - 『ニュージーランドの若大将』、『水戸黄門漫遊記』、『二人の恋人』
- 1970年 - 『どですかでん』
- 1971年 - 『潮騒』

### 映画監督作品
- 1973年 - 『二十歳の原点』
- 1976年 - 『岸壁の母』
- 1980年 - 『地震列島』

### 協力監督作品
- 1974年 - 『エスパイ』[2]
- 1978年 - 『聖職の碑』[2]

### テレビドラマ
- 1970年 - 『兄貴の恋人』
- 1975年 - 『俺たちの旅』、『突如として男が』
- 1976年 - 『妻と愛人』
- 1978年 - 『人間の証明』
- 1980年 - 『小さな追跡者』